# Giuseppe Gioeni
Giuseppe Gioeni d'Angiò (Catania, 12 maggio 1747 – Catania, 6 dicembre 1822) è stato un nobile, naturalista e vulcanologo italiano.

## Biografia
Giuseppe Gioeni dei duchi d’Angiò nacque nel proprio palazzo a Catania, da Francesco Agatino Gioeni e Agata Buglio Asmundo dei duchi di Casalmonaco, il 12 maggio 1747. Primogenito di tre fratelli (la sorella Concetta divenne monaca benedettina ed il fratello Girolamo abbracciò la carriera ecclesiastica nel 1769), ebbe come primi precettori il sacerdote Alessandro Bandiera, per le lettere, e il professor Lionardo Gambino, per le matematiche. Morta prematuramente la madre nel 1750, il padre Francesco – che fu, tra l’altro, segretario dell’Accademia dei Gioviali e governatore della Compagnia dei Bianchi – sposò in seconde nozze, nel 1752, Carmela Tedeschi Arezzo di Modica con cui ebbe altri undici figli. Giuseppe sposò, invece, Gaetana Rizzari Paternò Castello dei duchi di Tremestieri, presumibilmente intorno agli anni 1772-73, con la quale generò sette figli, sei femmine (Isabella Maria, Maria Agata, Nellina, Benedetta, Carmela, e Concetta) ed un solo maschio, Pasquale (1782-1834). Nel 1799, in Palermo, sposò in seconde nozze la marchesa Marianna Celestri Oneto di Santa Croce.

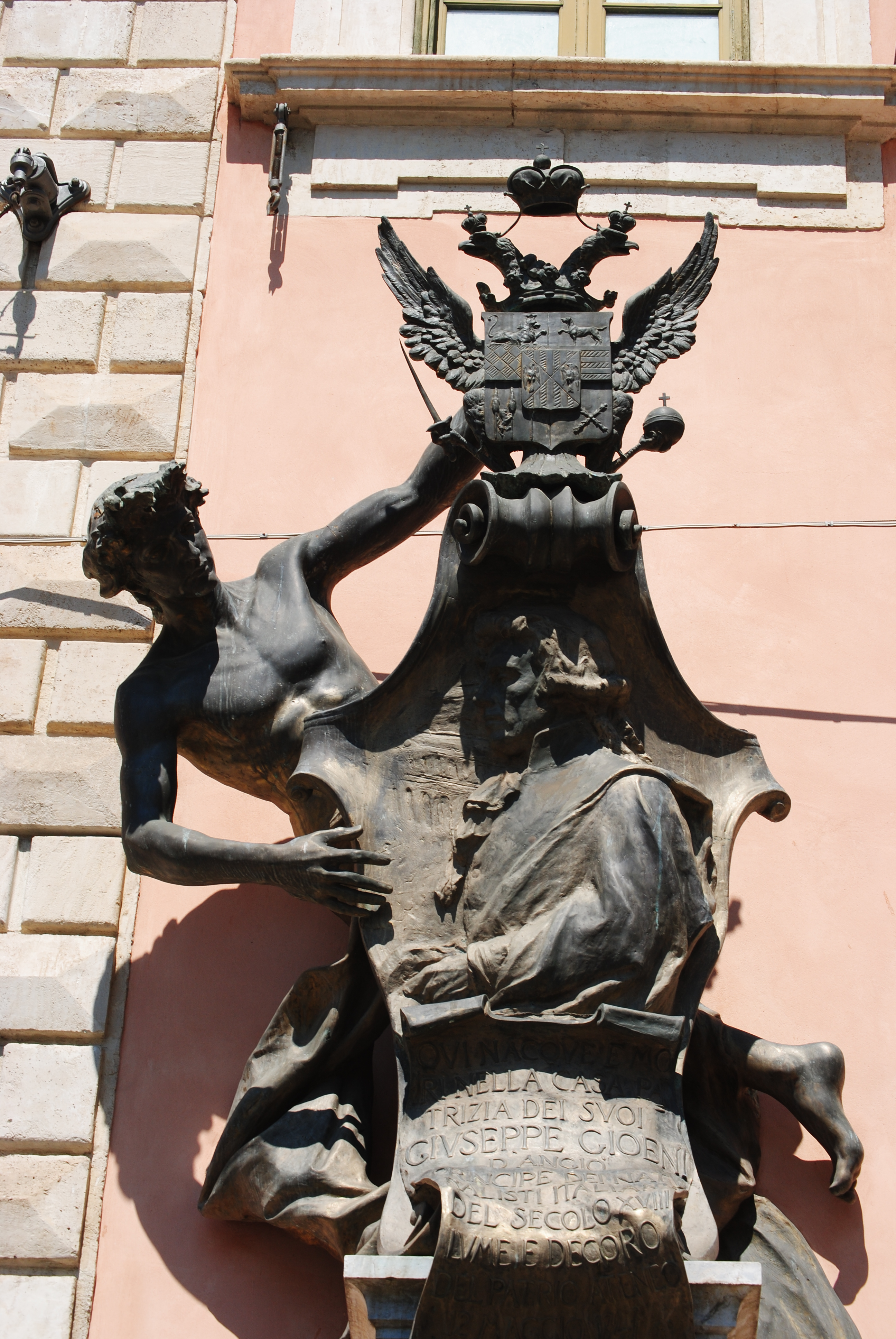
Scultura bronzea-lapide commemorativa dedicata alla memoria di Giuseppe Gioeni (1841) sita sulla facciata di Palazzo Gioeni d'Angiò a Catania

Iniziò ad interessarsi di vulcanologia dopo la lettura degli studi condotti sui Campi Flegrei da Sir William Hamilton, ambasciatore inglese presso i Regni di Napoli e Sicilia. Nel contempo, ormai trentenne, inizia a costituire un museo mineralogico e naturalistico al primo piano del suo palazzo, ad imitazione di quello esistente nel palazzo del principe di Biscari, Ignazio Paternò Castello.
Nel 1779, fece dono alla Deputazione degli Studii di una collezione di conchiglie, fossili, gessi, cristalli, di pregio secondario, contenuta in quattro casse vetrate "per facilitare il cominciamento di un Gabinetto di Storia naturale nell'Università". Nel 1780, Gioeni si laureò in filosofia e, dal viceré principe Colonna di Sonnino, fu nominato professore della neonata cattedra di Storia naturale e Botanica.
Il Gioeni, comunque, compieva frequenti viaggi all'estero, soprattutto a Napoli, dove nel 1788 fu nominato maggiordomo e gentiluomo di camera del Re nonché precettore del principe Gennaro Carlo di Borbone (1780-1789); in questi periodi egli era sostituito nell'insegnamento della Storia naturale a Catania dal suo fratellastro ventenne Ferdinando, frate benedettino, ed ancora dall'alto fratellastro abate Salvatore. Fin dal 1783, per meglio provvedere al compimento del suo museo privato, Gioeni aveva richiesto al governo borbonico un sovvenzionamento che il Re aveva accordato in parola, con l'impegno di acquistare successivamente il museo per collocarlo a Napoli o a Palermo, informandone il viceré, principe d'Aquino di Caramanico, ed avallando un'anticipazione delle spese su fondi pubblici pari a 8.000 onze. Gioeni fu, infatti, eletto tesoriere a vita ("cavaliere della chiave d'oro") del Senato di Catania nel 1790, con la possibilità di disporre di somme in anticipazione per l'ampliamento del museo e per la pubblicazione di una storia mineralogica dell'Etna, in tre volumi in folio, ricca di immagini, dedicata a Ferdinando III. L'opera non verrà mai realizzata e il manoscritto disperso; in compenso il cavaliere, ormai vulcanologo, portò invece a compimento la sua opera più famosa, Saggio di Litologia vesuviana (Napoli 1790), dedicata alla regina Maria Carolina, venne tradotta successivamente in inglese, francese e tedesco. Grazie alla risonanza internazionale del suo lavoro fu nominato membro delle Accademie scientifiche di Berlino, Torino e Gottinga.
Dopo i disordini napoleonici, e il ritorno dei reali a Napoli, nel 1803 Luigi de' Medici di Ottajano fu nominato Presidente del Consiglio delle finanze reali, mentre cadeva in disgrazia il suo antagonista ministro Acton, protettore di Gioeni. Ferdinando III a questo punto rifiutò di acquistare la raccolta di Gioeni; a quest'ultimo dal Medici e dal Tribunale del Real Patrimonio fu contestata ed addebitata una somma pari a 12.000 onze. Il 28 marzo 1801 era stato istituito, infatti, a Napoli un Real Museo mineralogico, dipendente dal Consiglio delle finanze, dove erano confluiti reperti raccolti in campagne mineralogiche in tutta Europa ed in Islanda da Matteo Tondi e Carmine Antonio Lippi. Il sovrano concesse a Gioeni di poter vendere entro sei mesi la collezione per ripagare il debito contratto; quest'ultimo comincio quindi a viaggiare per risolvere il problema che si era venuto a creare, recandosi prima a Roma dove, come suddito borbonico, dovette sfuggire ai Francesi, poi a Firenze, a Trieste, persino in Germania. Si spostò quindi nell'isola di Malta, da poco in mano agli Inglesi, chiedendo aiuto ai Cavalieri gerosolimitani e contravvenendo così agli ordini di Re Ferdinando che fu costretto a esiliarlo. Dichiarato decaduto dall'insegnamento da parte della Deputazione degli Studi di Catania perché assentatosi senza sovrano permesso, le lezioni di Storia naturale furono tenute dal novembre successivo, e per nove anni consecutivi, dall'interino Girolamo Recupero Zappalà. Ritornato in patria nel 1811, Gioeni fu però arrestato appena giunto a Messina e rinchiuso per tre anni nel carcere della città di Termini finché, nel 1814, venne giudicato innocente e poté far ritorno a Catania.
Rientrato nella città natale, tentò di riprendere possesso della Cattedra, senza successo. Nel 1820 Giuseppe Gioeni d'Angiò, colpito da un aneurisma aortico, trascorse inabile ed ammalato gli ultimi tempi della sua vita, morendo nel 1822; nominò erede universale dei suoi beni il nipote Giuseppe (1802-1856), figlio di Pasquale, che otto mesi dopo la morte del nonno sposerà Anna Trigona di Canicarao (1801-1880). L'inventario e la stima degli oggetti, del mobilio e dei cinque armadi della biblioteca, pieni di oltre seicento volumi, del suo museo nella seconda sala del quale troneggiava la scritta Museum Siculum ab anno MDCCLXXIX, furono redatti dal canonico Giuseppe Alessi, dal professor Carlo Gagliani e dal dottor Carlo Gemmellaro. Il valore della collezione mineralogica, tra cui la famosa stanza delle ambre, fu stimata in 12.000 ducati.
Massone, fu membro della loggia dell'Ardore di Catania .
In suo onore, nel 1824, venne fondata a Catania l'Accademia Gioenia di Scienze Naturali, un'istituzione ancor oggi attiva.

## Opere principali
- Relazione d'una nuova pioggia…, "Philosophical Transactions", 1782.
- Descrizione di una nuova famiglia e di un nuovo genere di testacei trovati nel litorale di Catania, Napoli, s.n.t., 1783.
- Relazione della eruzione dell'Etna nel mese di Luglio 1787…, Catania per Francesco Pastore, 1787.
- Saggio di litologia vesuviana, Napoli, Stamperia Simoniana, 1790.
- Saggio di etimologie siciliane, Palermo, Tip. dello Statuto, 1885 (postumo).